# دورة الاستجابة الجنسية البشرية

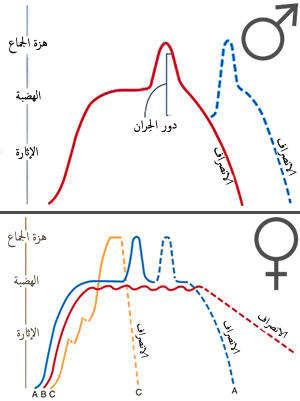
أمثلة على دورات الاستجابة الجنسية البشرية.

دورة الاستجابة الجنسية عند الرجل والمرأة، هي مراحل تحدث أثناء الجماع أو أثناء ممارسة العادة السرية، أكتَشف كلا من ماسترز وجونسون تلك المراحل وقاما بنشرها في كتاب عام 1966. وهي تتكون من أربعة مراحل: الرغبة والإثارة وهزة الجماع والاسترخاء.

## المرحلة الأولى
هي الرغبة والتي تتولد نتيجة ورود الاهتمامات الجنسية على ذهن الإنسان نتيجة حدوث مثير جنسي مثل التقبيل أو اللمس، أو تخيل مناظر جنسية مثيرة.

## المرحلة الثانية
مرحلة الإثارة، هي المرحلة التي تسبق هزة الجماع، وخلال هذه المرحلة يحدث الانتصاب عند الرجل وبعض الإفرازات داخل قناة المهبل عند المرأة، والتي تؤدي نوع من الترطيب داخل هذه القناة. كما يحدث تصلب في حلمة الثدي عند الأنثى والذكر، وهذا الأمر أكثر شيوعا ووضوحا عند الأنثى، ويصبح البظر عند الأنثى جامدا أو أكثر سمكا، وينقبض ويرتد خلف المفصل الأمامي لعظمة الحوض.
كما تزداد سمكا بعض أجزاء الجهاز التناسلي الخارجية عند المرأة، ويزداد حجم الثدي عند المرأة بنسبة 25%[بحاجة لمصدر]، كما تحدث تغيرات في اللون في بعض أجزاء الفرج لدى الرجل والمرأة، حيث تصطبغ هذه الأجزاء بلون أكثر حمرة نتيجة ازدياد ورود الدم إليها، وتتضخم الخصية عند الذكر بمقدار 50%[بحاجة لمصدر]، وترتفع إلى أعلى، كما قد تحدث بعض الانقباضات الإرادية في العضلات الكبرى بالجسم، خاصة عضلات الحوض والفخذين، ويزداد النبض.

## المرحلة الثالثة
وهي تمثل قمة المتعة الجنسية، ويحدث بعدها الشعور بانخفاض التوتر والارتياح الجنسي، وهي تتراوح من 3-25 ثانية[بحاجة لمصدر]، وفيها تحدث انقباضات متناسقة لا إرادية في عضلات الحوض والأعضاء التناسلية، كما تحدث انقباضات لا إرادية في الجزء الخارجي من قناة المهبل من 3-15 انقباضًا[بحاجة لمصدر]، كما في انقباض عضلات فتحة الشرج عند الذكر والأنثى.
ولذلك كان الجماع الزائد أحد أسباب الإصابة بالشرخ أو قرحة الشرج، كما يحدث انقباض في عضلات الرحم، يبدأ من الجزء العلوي وينتهي بعنق الرحم، وانقباضات أخرى إرادية وغير إرادية في عضلات الوجه واليدين، ويرتفع ضغط الدم بمقدار 20-40 سم زئبق[بحاجة لمصدر]، ويزداد معدل ضربات القلب إلى 160 ضربة في الدقيقة[بحاجة لمصدر].
كما يحدث خلال هذه المرحلة اضطراب خفيف في حدة الوعي ومستواه عند الرجل والمرأة.

## المرحلة الرابعة
مرحلة الاسترخاء وفيها يعود الجسم إلى حالته الطبيعية، وتكون هناك حالة من الارتياح والثقة بالنفس، وإذا كان الشخص الذي يمارس الجنس يشعر بأن ما يفعله خطأ، فقد يصاحب هذه المرحلة شعور بالذنب، وخلال هذه المرحلة يكون الرجل غير قابل للاستثارة مرة أخرى، أما في حالة المرأة فتكون مستجيبة للإثارة بصفة متكررة.